# Chill out
El chill out és un gènere de música electrònica que es caracteritza pel seu ritme relaxat i el predomini de la melodia sobre la veu, sovint absent. Va sorgir com a música per posar després de les festes i a les discoteques, animant als consumidors a seure i descansar, però va estendre's a partir dels anys 90 com a gènere musical independent, amb discs i festivals propis que ja no es lligaven necessàriament a un moment posterior a altres músiques.
Els artistes més destacats d'aquest gènere són José Padilla, Alex Paterson, Café del Mar, Morcheeba o The KLF.